# تشارلز أرانغويز
تشارلز ارانغويز (بالإسبانية: Charles Aránguiz)‏ لاعب نادي باير ليفركوزن ، والمنتخب التشيلي.

## روابط خارجية
- تشارلز أرانغويز على موقع الاتحاد الدولي (مؤرشف)  (الإنجليزية)
- تشارلز أرانغويز على موقع الاتحاد الأوربي (الإنجليزية)
- تشارلز أرانغويز على موقع قاعدة بيانات كرة القدم.إي يو (الإنجليزية)
- تشارلز أرانغويز على موقع ليكيب (الفرنسية)
- تشارلز أرانغويز على موقع ناشيونال فوتبول تيمز (الإنجليزية)
- تشارلز أرانغويز على موقع Soccerbase.com (لاعب) (الإنجليزية)
- تشارلز أرانغويز على موقع Soccerway.com (الإنجليزية)
- تشارلز أرانغويز على موقع عالم كرة القدم.نت (الإنجليزية)
- تشارلز أرانغويز على موقع AS.com (الإسبانية)